# Ulmus rubra
Rödalm, eller indianalm (Ulmus rubra) är en art i familjen almväxter. Arten beskrevs av Henry Ernest Muhlenberg. Inga underarter finns listade i Catalogue of Life.
De största exemplaren blir 21 meter höga.
Arten förekommer i Nordamerika från centrala Texas, Kansas, Nebraska, östra South Dakota och sydöstra North Dakota över centrala Wisconsin, södra Ontario och södra Quebec till Atlanten. Den når i syd endast Floridas norra del. Ulmus rubra växer i låglandet och i låga bergstrakter upp till 900 meter över havet.
Trädet ingår vanligen i lövfällande skogar. Det hittas främst i fuktiga landskap och det utvecklas på skuggiga platser. Ulmus rubra förekommer oftast bredvid andra medlemmar av almsläktet eller bredvid träd av eksläktet.
Större delar av populationen drabbas av almsjuka. Hos några exemplar registrerades andra sjukdomar som drabbar almar. Barken och unga individer skadas av betande hjortdjur. Hela populationen är fortfarande stabil. IUCN listar arten som livskraftig (LC).